# 北日本観光自動車
北日本観光自動車株式会社（きたにっぽんかんこうじどうしゃ）は、石川県金沢市に本社を置くバス事業者である。近鉄グループに属し近鉄バスホールディングス傘下。通称は北日本観光バス。石川県内では北観（きたかん）の愛称もある。
なお、岩手県紫波郡紫波町に本社を置く貸切バス事業者の北日本観光とは無関係である。

## 概要
設立は1952年（昭和27年）12月11日で、旧本社は石川県石川郡野々市町(現：野々市市）本町（北陸鉄道石川線野々市駅近く）。2002年（平成14年）7月8日、現在地に移転した。
貸切バス事業のほかに、旅行業務を行っている（ツアー主催は北日本観光自動車旅行事業部の北日本観光旅行が行う）。
2014年（平成26年）10月17日より金沢 - 東京間の高速バスの運行を開始、2023年（令和5年）7月14日より金沢 - 京都・大阪間の高速バスの運行を開始した。

## 事業所
- 本社（バス事業部）
  - 石川県金沢市佐奇森町ヲ88番地3

## 子会社
- 株式会社北日本観光旅行
- 石川県金沢市佐奇森町ヲ88番地3

## 路線バス
きまっし号

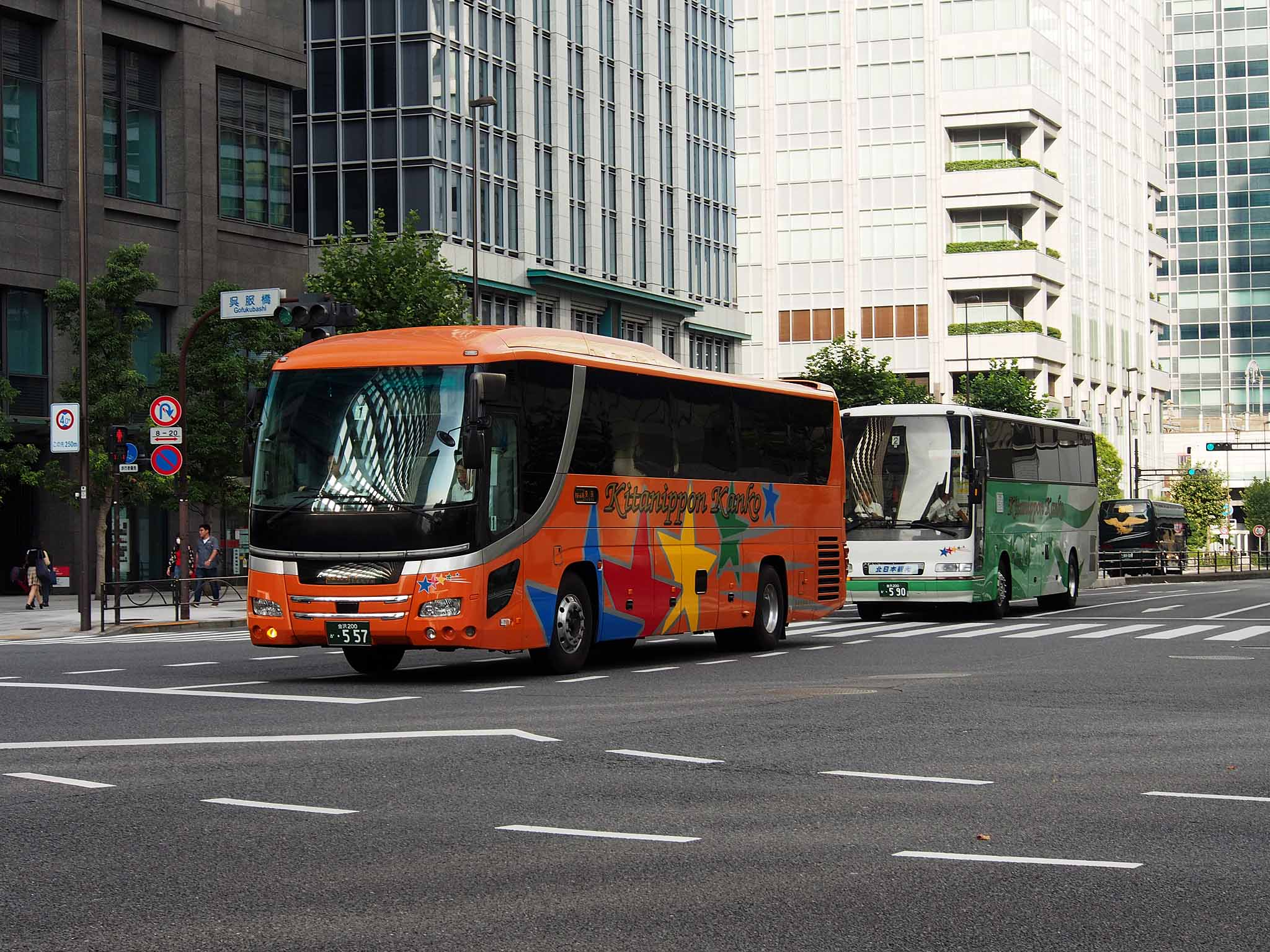
きまっし号（2017年撮影）

- 北日本観光バス・北観佐奇森車庫 - 金沢駅（旧金沢都ホテル前[4] 13番のりば） - 高岡高速バスターミナル - 富山駅北口（3番のりば） - 東京駅八重洲通り - 上野駅 - 浅草駅 - 東北急行バス東京営業所
2014年10月17日より東北急行バスとの共同運行で運行開始。
3列独立シート（乗客定員27名）のハイデッカー車による運行。予備車及び続行便には、グループ会社の近鉄バスより移籍した3列独立シートのハイデッカー車を使用する。
2023年4月1日より高岡砺波スマートインターチェンジ近隣の高岡高速バスターミナルに停車[5]

かつて（1990年代半ばまで）金沢 - 山中温泉間に路線バスを運行していたため（北陸鉄道と共同運行）、きまっし号は乗合バス事業への再参入となる。
金沢・小松 - 京都・大阪線
- 北観佐奇森車庫 - 金沢駅 - 小松バスストップ - 京都駅八条口 - 大阪駅前（東梅田駅） - 湊町バスターミナル - ユニバーサル・スタジオ・ジャパン
2023年7月14日より近鉄バスとの共同運行で運行開始。ただし大阪側では北日本観光便は湊町バスターミナル始発・終着で、USJへは近鉄バス便のみが発着する。
4列シート（乗客定員40名）のハイデッカー車による運行。

## 車両

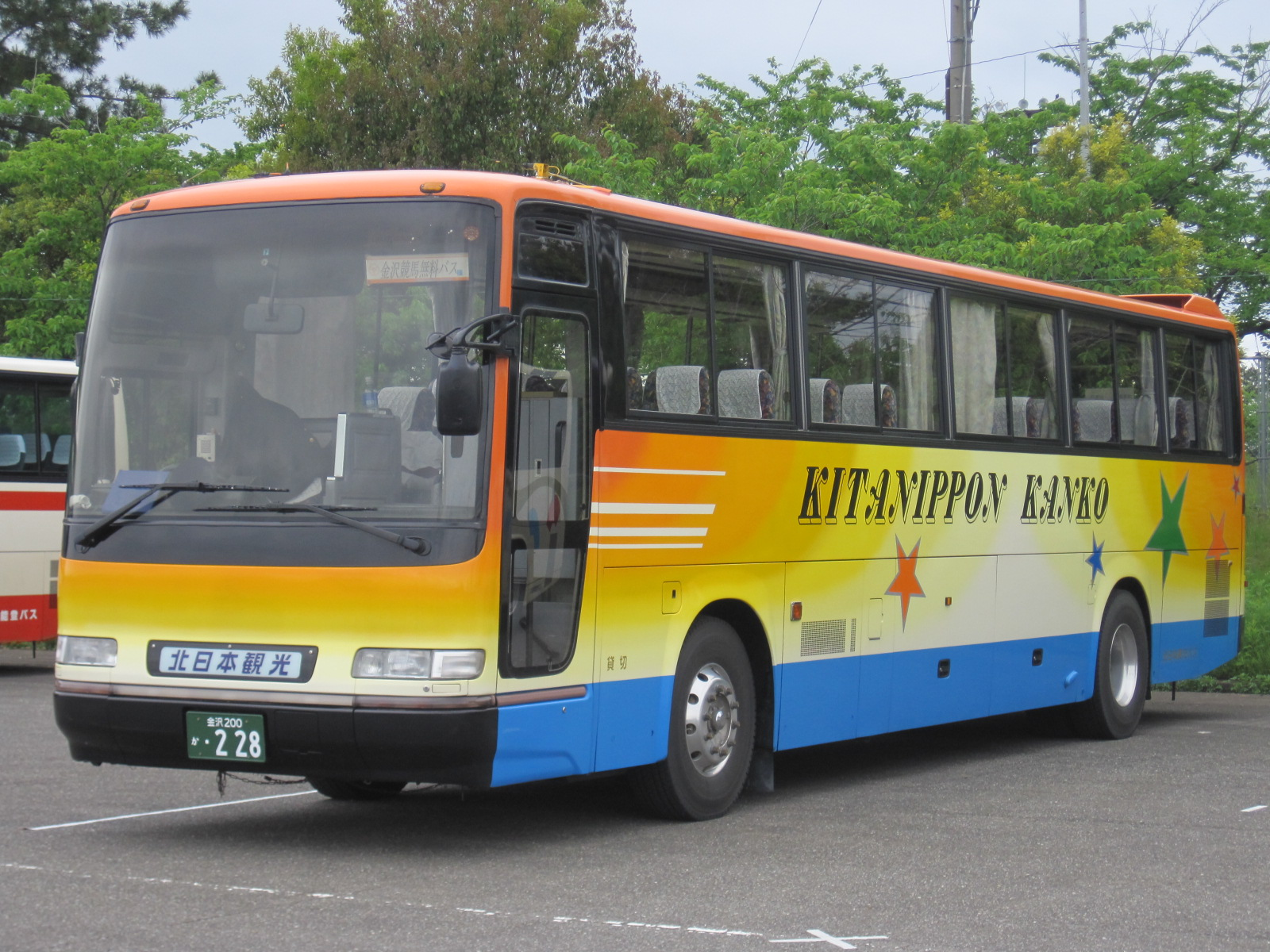
北日本観光自動車の貸切バス（日野・セレガ）

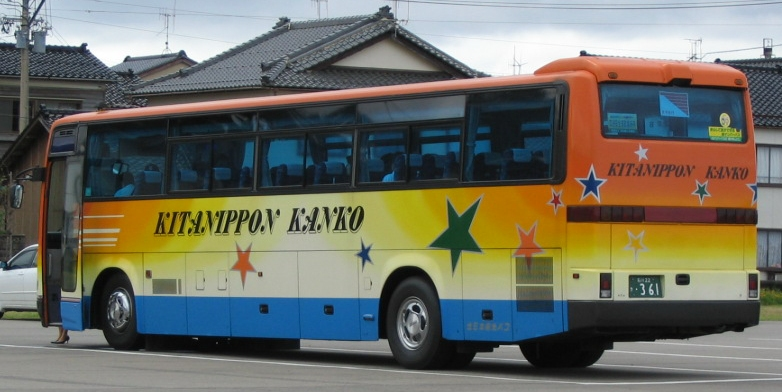
後部

北日本観光自動車では41両（2020年時点、乗合：6両、貸切：35両）を保有している。車両メーカーは三菱ふそうトラック・バス製と日野自動車製があり、前者は三菱エアロクイーン・エアロエース、後者は日野・セレガが在籍している。以前は2階建車三菱ふそう・エアロキングも保有していた。車体は旧色では紫色のボディーカラーに側面に「KITANIPPON KANKO」の文字と車両番号（3桁の固有番号）が記されていたが、現在はオレンジ色のカラーリングに側面に「KITANIPPON KANKO」の文字と星が記されている。
近年は同じ近鉄グループの近鉄バスから移籍してきた車両もあり、近鉄バスの塗装を変えずに社名表記を変更だけした車両も存在する。かつては近鉄が開発・導入した2階建てバス「ビスタコーチ」を運行に供していたことがある。